# Бряг Ларс Кристенсен
Бряг Ларс Кристенсен (на английски: Lars Christensen Coast) е част от крайбрежието на Източна Антарктида, в източната част на Земя Мак. Робъртсън, простиращ се между 67°45’ и 68°30’ ю.ш. и 67° и 72°30’ и.д. Брегът е разположен в източната част на Земя Мак. Робъртсън, покрай брега на море Съдружество, част от Индоокеанския сектор на Южния океан. На запад граничи с Брега Моусън на Земя Мак. Робъртсън, а на изток – с Брега Ингрид Кристенсен на Земя принцеса Елизабет. Крайбрежието му с дължина около 330 km е слабо разчленено и на запад има малки слабо вдаващи се в сушата заливи – Шалоу и др., а на изток е големия залив Макензи с вторичните по-малки заливи Дъглас, Торсхавън, Еванс. Големи участъци от брега на запад не са покрити с лед и са оголени, а на изток е разположен големия шелфов ледник Еймъри.
Брега Ларс Кристенсен е открит през януари 1930 г. от норвежкия китоловец Клариус Микелсен, който го наименува в чест на своя работодател, китобойния магнат и полярен изследовател Ларс Кристенсен. По-късно той е изследван и подробно картиран основно от австралийски антарктически експедиции.